# Heiligegeiststraße 4 (Quedlinburg)

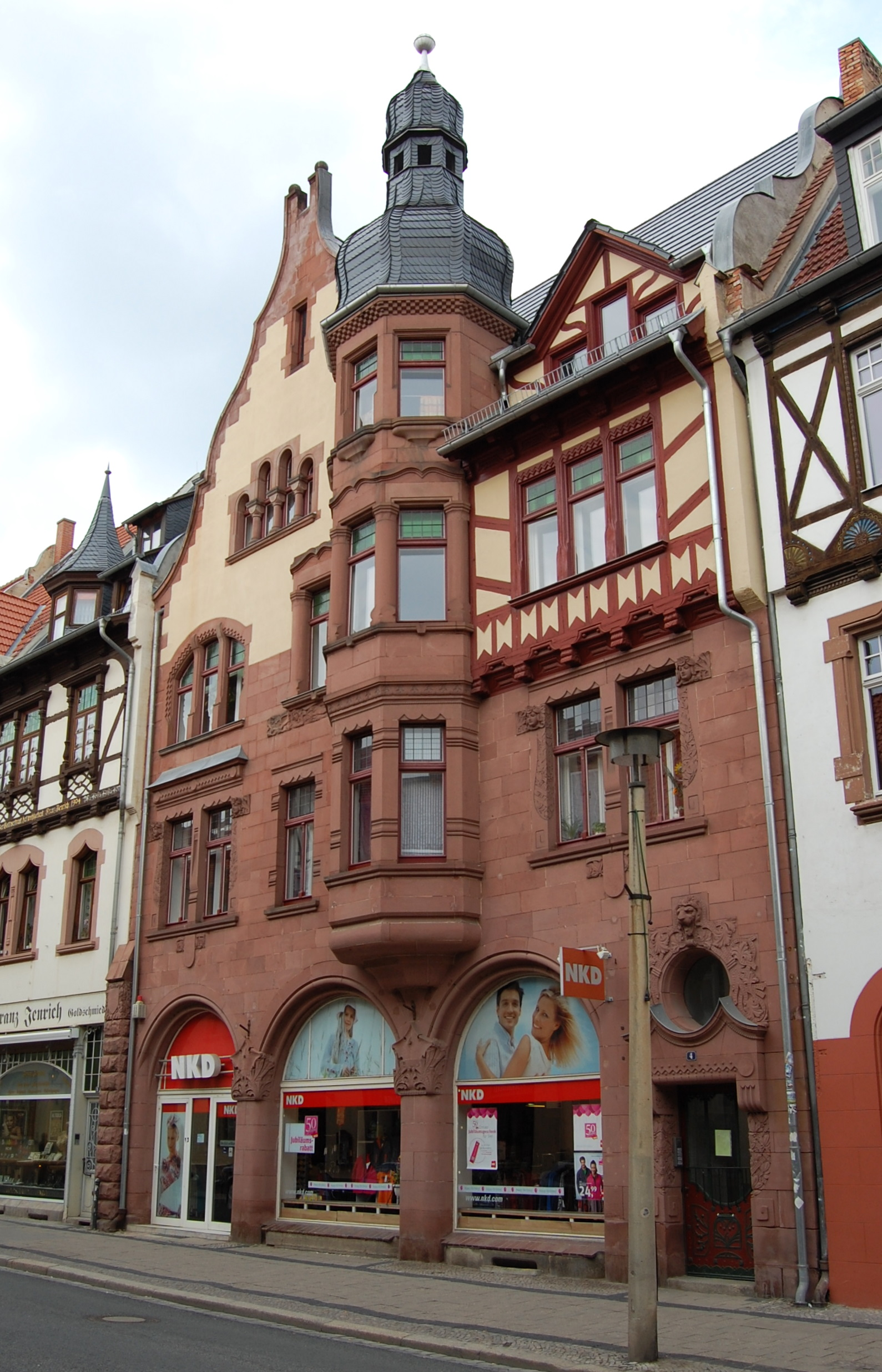
Haus Heiligegeiststraße 4

Das Haus Heiligegeiststraße 4 ist ein denkmalgeschütztes Gebäude in der Stadt Quedlinburg in Sachsen-Anhalt.

## Lage
Es befindet sich im Stadtgebiet südlich des Quedlinburger Marktplatzes. Östlich grenzt das gleichfalls denkmalgeschützte Haus Heiligegeiststraße 5 an. Im Quedlinburger Denkmalverzeichnis ist es als Wohn- und Geschäftshaus eingetragen.

## Architektur und Geschichte
Das Gebäude entstand 1904 durch den Architekten Max Schneck. Schneck baute auch mehrere andere Gebäude in der Umgebung, so auch das Haus Heiligegeiststraße 1. Bauherr des Gebäudes Heiligegeiststraße 4 war der Kaufmann Selmar Philippsborn. Die Neorenaissance-Architektur des Gebäudes lehnt sich an die Gestaltung herrschaftlicher Bauten der Renaissance an. Bemerkenswert ist die mit Quadern aus rotem Sandstein errichtete Fassade. Sie ist im Stil des Jugendstils gestaltet, zitiert jedoch Stilelemente vergangener Zeiten. So sind im Erdgeschoss Arkaden eingefügt. Dominiert wird das Haus durch seinen mächtigen polygonalen Turmerker. Weiterhin besteht ein Schweifgiebel sowie ein Fachwerkerker. Die Fachwerkelemente wurden auf Drängen des städtischen Bauamtes eingesetzt.
Zumindest in den 1920er Jahren befand sich im Gebäude das Kaufhaus Wohlwert.